# Nili Planum
Il Nili Planum è una struttura geologica della superficie di Marte.